# グロプ G 120
Grob G 120A
ルフトハンザ・フライトトレーニングのG 120A
- 用途：練習機/曲技飛行機
- 製造者：グロプ・エアクラフト
- 初飛行：1992年
- 運用状況：現役

グロプ G 120（Grob G 120）は、ドイツのグロプ・エアクラフトで開発・製造されている軍民両用の練習機/曲技飛行機である。

## 概要
G 120は1980年代に開発されたG 115TAをベースに開発されており、CFRPを多用した機体構造はG 115から受け継いでおり、+6Gから-4Gの範囲で曲技飛行が可能である。G 115との相違点としては、3点式の降着装置が引き込み式になっている点が挙げられる。
最初のモデルであるG 120AはライカミングAEIO-540-D4D5水平6気筒ピストンエンジン (出力260hp)を搭載しており、1992年に初飛行した.。
G 120Aはアメリカ軍向けの入札に参加したが選定されず、その後、G 120Aの開発プロジェクトは2000年まで中断していた。開発再開後、2001年11月にドイツで、翌年にはアメリカ合衆国で形式承認を受けた。G 120Aの最初の顧客はルフトハンザ航空のグループ会社であるルフトハンザ・フライトトレーニング社がアメリカ国内アリゾナ州グッドイヤー郊外のフェニックスに開設したアリゾナ航空トレーニングセンターであった。その後、カナダ空軍やイスラエル空軍もG 120Aを導入し、2007年にはフランス空軍、2013年にはケニア空軍も導入を開始した。また、ドイツ連邦空軍はルフトハンザ・フライトトレーニングから6機をリースし、アリゾナ航空トレーニングセンターでの訓練を行っている。
発展型のG 120TPはロールスロイス 250-B17Fターボプロップエンジン (出力456hp)を搭載しており、2010年に初飛行した。G 120TPはインドネシア空軍が2011年に採用を決めたことを皮切りにアルゼンチン空軍、メキシコ空軍などでも採用された。イギリス軍やアメリカ軍もG 120TPの導入を進めている。

## 採用国

### G 120A
- ドイツ - ドイツ連邦空軍が6機をリースして運用[2]。
- カナダ[6][7] - 14機
- フランス - 第709コニャック＝シャトーベルナール空軍基地（フランス語版）の空軍飛行学校（フランス語版）で運用[7][8]。2024年時点で17機のG 120AFを運用（リース機）[9]。
- イスラエル - イスラエル空軍が空軍飛行学校（英語版）で運用していたパイパー PA-18 スーパーカブの後継機種として2002年から導入[7]。17機。
- ケニア - 2013年に6機を導入[10]。2024年時点でケニア空軍が5機を保有[11]。

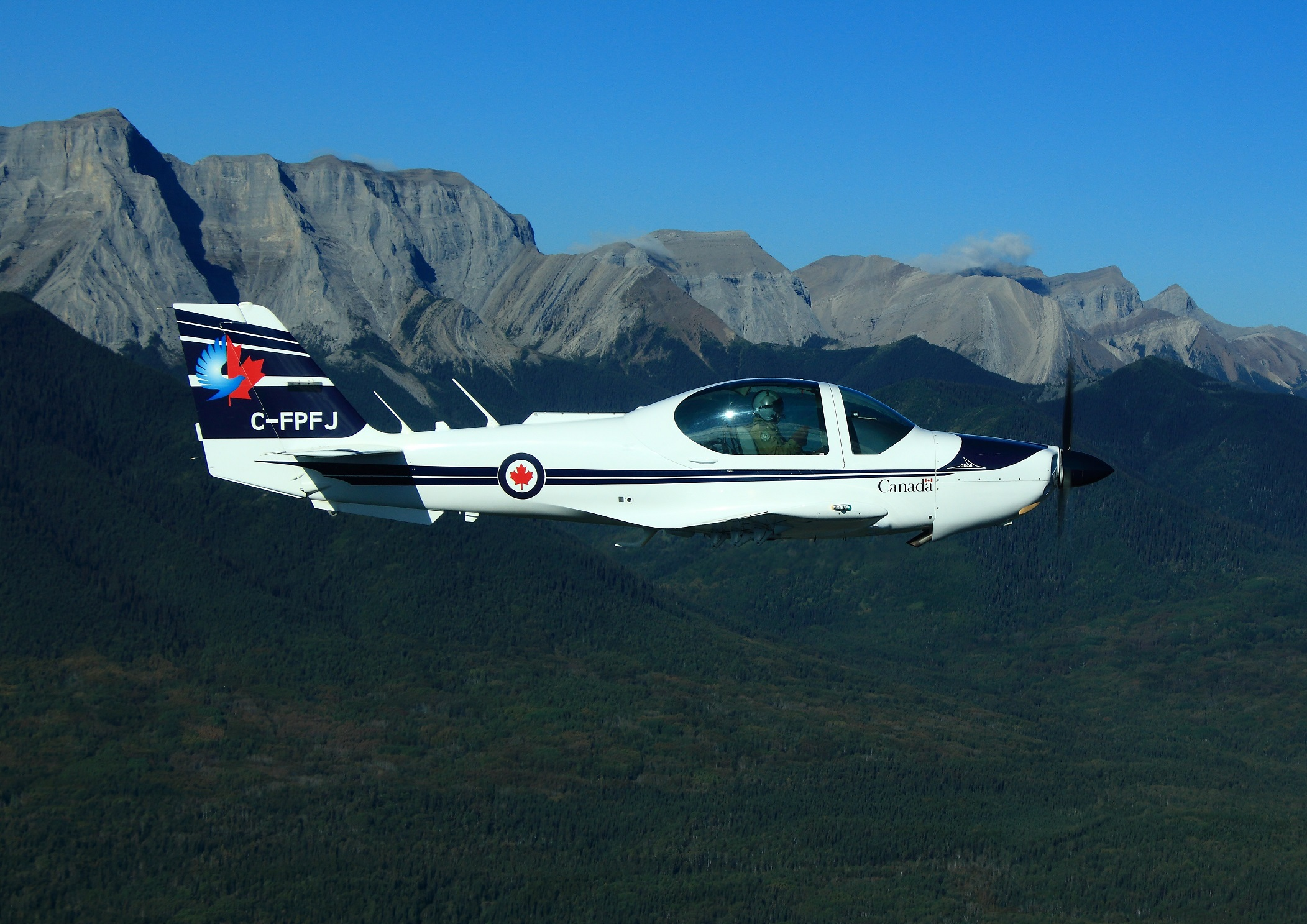
カナダ空軍のG 120A
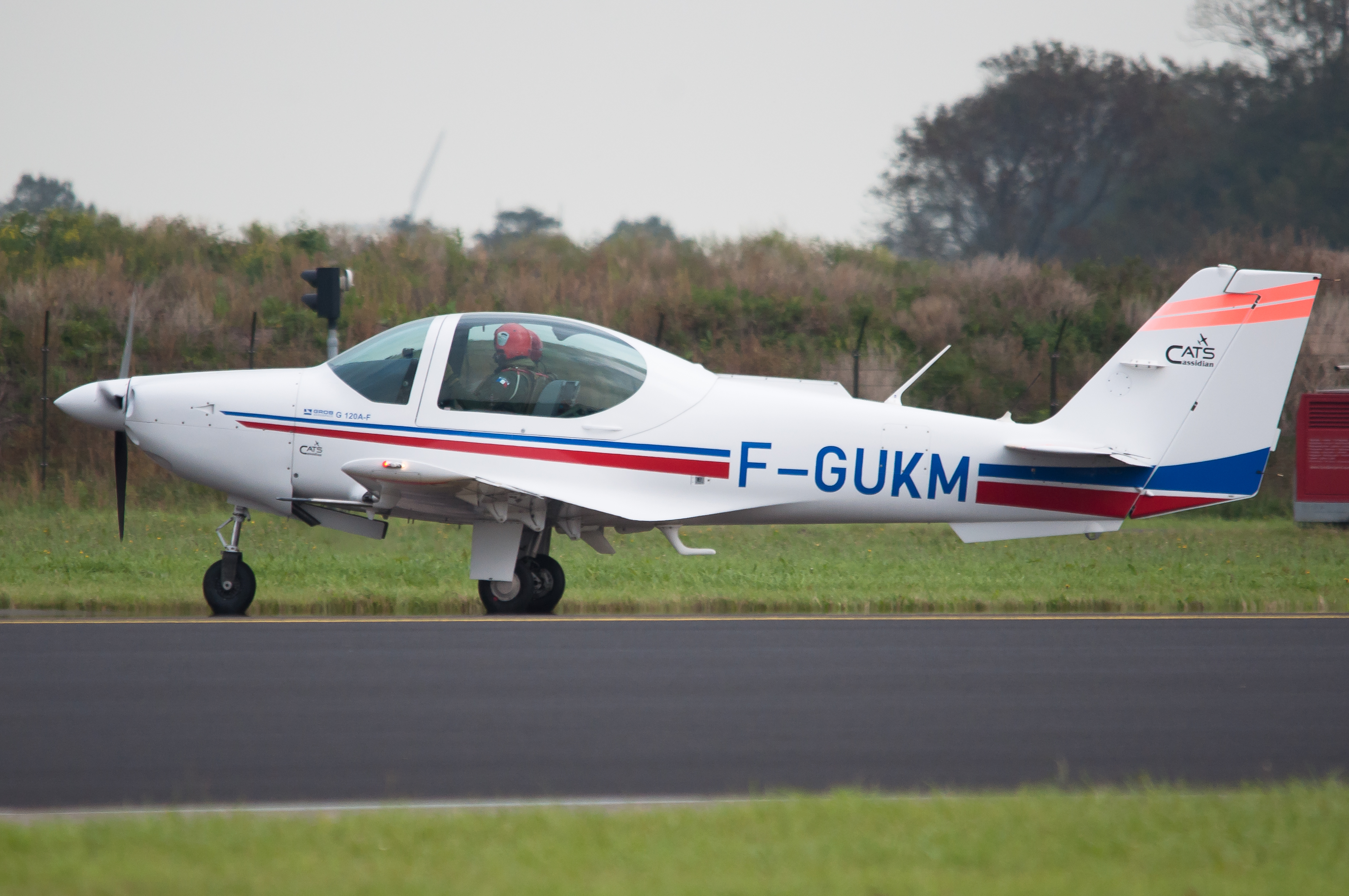
フランス空軍のG 120A
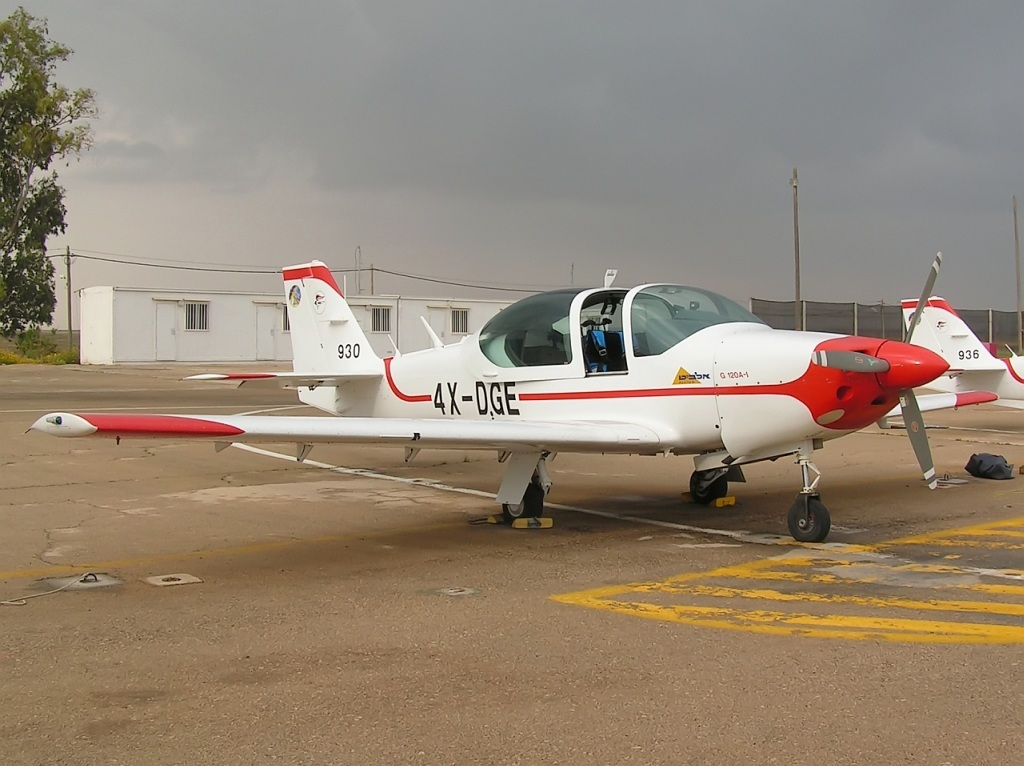
イスラエル空軍のG 120A
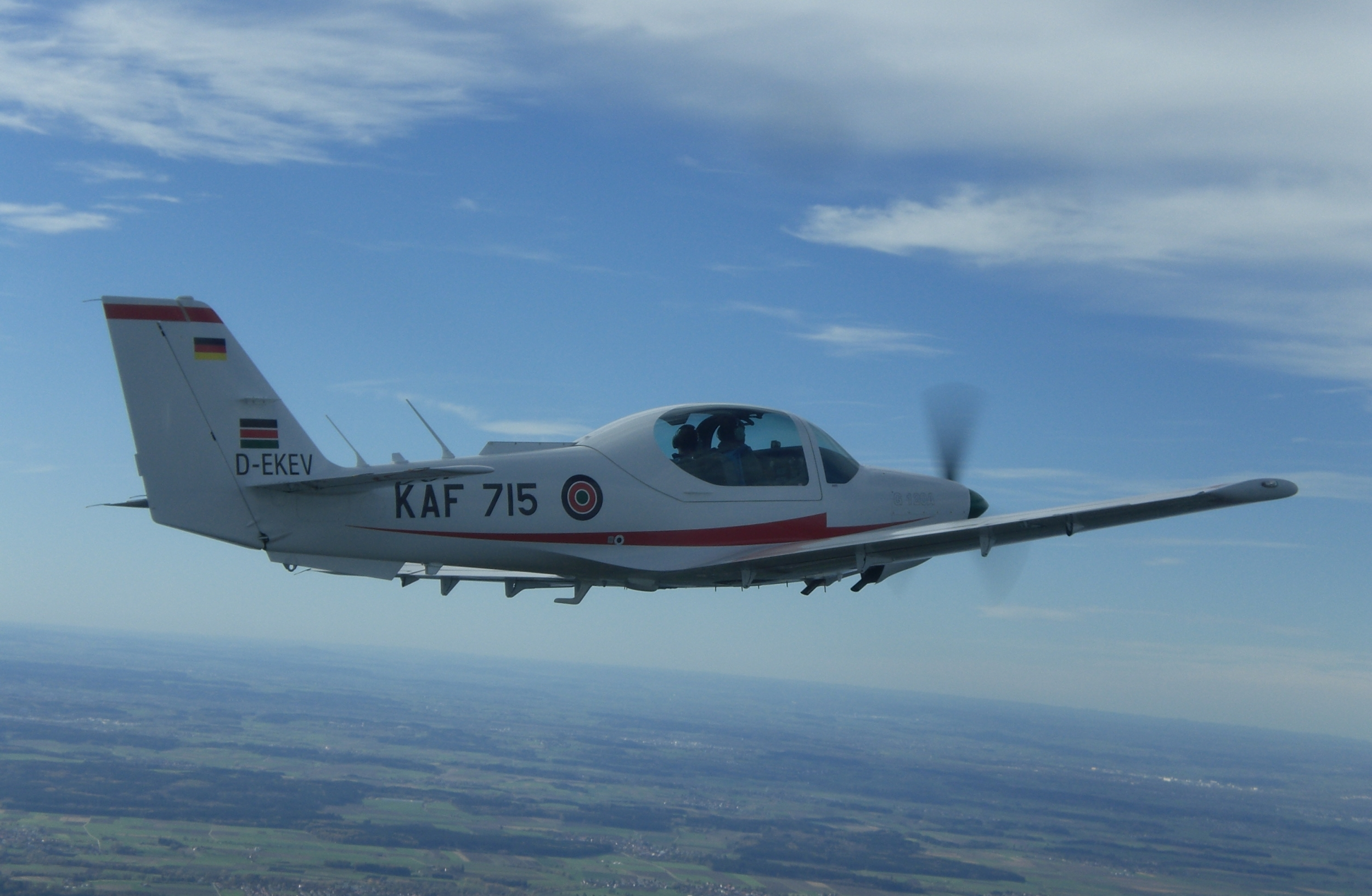
ケニア空軍のG 120A

### G 120TP
- ミャンマー　- 20機
- アメリカ合衆国　- アメリカ陸軍、7機。グロプ社統合パイロット学校5機。
- イギリス　- 3軍共同にて23機。ほか帝国テストパイロット学校に2機。
- アルゼンチン　- 10機
- エクアドル　- 8機
- エチオピア　- 12機
- ドイツ - 4機
- インドネシア - 30機
- ケニア - 2024年時点で、ケニア空軍が9機を保有[11]。
- メキシコ - 25機
- ヨルダン - 16機

## 諸元（G 120A）
出典：Jane's All The World's Aircraft 2003–2004
- 乗員：2名
- 全幅：10.19m
- 全長：8.605m
- 全高：2.57m
- 翼面積：13.29m2
- 空虚重量：960kg
- 最大離陸重量：1,490kg
- エンジン：ライカミングAEIO-540-D4D5（英語版）水平6気筒ピストンエンジン (出力260hp)×1
- 超過禁止速度：435km/h
- 巡行速度：307km/h
- 海面上昇率：390m/min
- 実用上昇限度：5,500 m
- 航続距離：1,537km